# Santiago F. Bedoya Monjoy
Santiago F. Bedoya Monjoy (* 1890; † 1959) war ein peruanischer Diplomat.

## Karriere
Monjoy begann seine Karriere 1917 beim Stadtrat in Lima. Von 1921 bis 1939 stieg er in Washington, D.C. vom Gesandtschaftssekretär zweiter Klasse zum Gesandten und ab 4. September 1929 zum zeitweiligen Geschäftsträger auf. In Madrid war er vom 8. März 1940 bis 1941 Geschäftsträger. In Lima war er Chef des Protokolls. Am 30. August 1944 überreichte er Chiang Kai-shek sein Beglaubigungsschreiben als Botschafter in Chungking. In Stockholm war er Botschafter vom 26. April 1957 bis 1959.

## Persönliches
Am 16. Juni 1926 heiratete er Josephine Matleson aus Berkeley.